# 赖普尔
赖普尔（Raipur），是印度北阿坎德邦Dehradun县的一个城镇。总人口24887（2001年）。

## 人口
该地2001年总人口24887人，其中男性12880人，女性12007人；0—6岁人口2745人，其中男1457人，女1288人；识字率81.33%，其中男性为84.83%，女性为77.57%。